# Paphiopedilum papuanum
Paphiopedilum papuanum é uma espécie de orquídea terrestre, família Orchidaceae, que habita a Nova Guiné.